# Liste der Naturdenkmale in Emmingen-Liptingen
| Naturdenkmale | Anzahl |
| ------------- | ------ |
| FND           | 3      |
| END           | 2      |
| Gesamt        | 5      |

Die Liste der Naturdenkmale in Emmingen-Liptingen nennt die verordneten Naturdenkmale (ND) der im baden-württembergischen Landkreis Tuttlingen liegenden Gemeinde Emmingen-Liptingen. In Emmingen-Liptingen gibt es insgesamt fünf als Naturdenkmal geschützte Objekte, davon drei flächenhafte Naturdenkmale (FND) und zwei Einzelgebilde-Naturdenkmale (END).
Stand: 31. Oktober 2016.

## Flächenhafte Naturdenkmale (FND)
| Name                         | Bild | Kennung     | Einzelheiten       | Position | Fläche Hektar | Datum        |
| ---------------------------- | ---- | ----------- | ------------------ | -------- | ------------- | ------------ |
| Burgstall Homburg            | BW   | 83270570003 | Emmingen-Liptingen | ⊙        | 0,2           | 11. Mai 1992 |
| Fürstenhügel                 | BW   | 83270570004 | Emmingen-Liptingen | ⊙        | 0,8           | 11. Mai 1992 |
| Lehmgrube ostwärts Liptingen | BW   | 83270570006 | Emmingen-Liptingen | ⊙        | 1,8           | 6. Mai 1965  |
| Legende für Naturdenkmal     |      |             |                    |          |               |              |

## Einzelgebilde (END)
| Name                                           | Bild | Kennung     | Einzelheiten       | Position | Fläche Hektar | Datum         |
| ---------------------------------------------- | ---- | ----------- | ------------------ | -------- | ------------- | ------------- |
| Baumreihe auf dem Witthoh (2 Buchen, 2 Linden) | BW   | 83270570002 | Emmingen-Liptingen | ⊙        | 0,0           | 2. Okt. 1963  |
| Blutbuchen Kirchplatz St. Michael              |      | 83270570007 | Emmingen-Liptingen | ⊙        | 0,0           | 22. Juli 1996 |
| Legende für Naturdenkmal                       |      |             |                    |          |               |               |

## Ehemalige Naturdenkmale
| Name                      | Bild | Kennung     | Einzelheiten                                                                             | Position | Fläche Hektar | Datum         |
| ------------------------- | ---- | ----------- | ---------------------------------------------------------------------------------------- | -------- | ------------- | ------------- |
| Feuchtgebiet im Wolfental | BW   | 83270570001 | Emmingen-Liptingen Aufgehoben am 19. Oktober 2018, aufgegangen im NSG Mühlebol-Wolfental | ⊙        | 1,8           | 24. Feb. 1992 |
| Legende für Naturdenkmal  |      |             |                                                                                          |          |               |               |